# Lenguas paleosiberianas

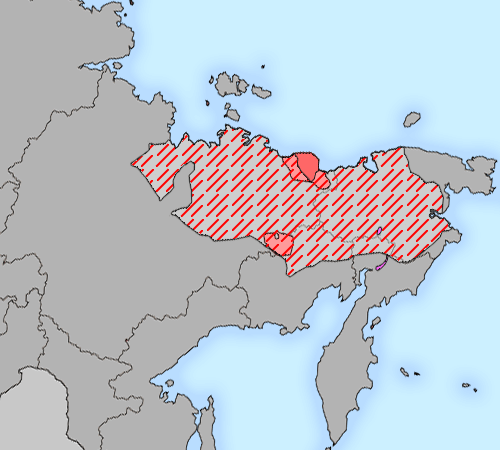
Lenguas yukaghiras en el y en la actualidad.

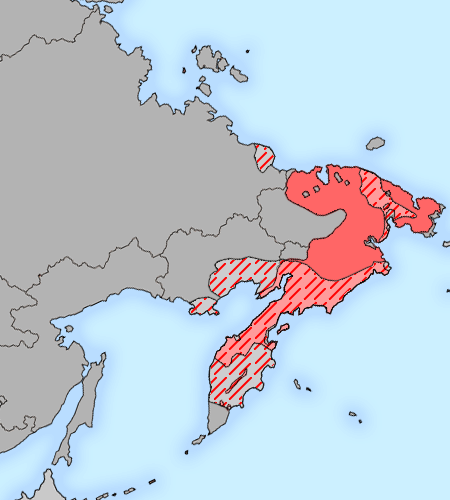
Lenguas chukoto-kamchatkas en el y en la actualidad.

Paleosiberiano o paleoasiático (del griego palaios que significa «antiguo») es un término usado en lingüística para nombrar un conjunto dispar de diversas pequeñas familias y lenguas aisladas habladas en regiones remotas de Siberia. Lo único que tienen estas lenguas en común es la suposición de que anteceden a otras lenguas dominantes en la zona, sobre todo las lenguas tungús y las túrquicas; que a su vez han sido desplazadas por el idioma ruso.
Tres lenguas aisladas o pequeñas familias de lenguas, sin relación lingüística entre ellas, forman el grupo de las lenguas paleosiberianas:
1. Las lenguas chucoto-camchatcas, que incluyen al chucoto o chukchi y su pariente próximo el coriaco o koryak. Se cree que el kamchadal es pariente lejano. Chukchi y koryak prosperan en el extremo oriental de Siberia. Kamchadal o itelmeno es hablado por menos de cien de personas en la península de Kamchatka.
2. Las lenguas yucaguiras, de las cuales se conservan dos lenguas, el odul en los cursos bajos del río Kolyma y el indigirka y el chuvantsy, más hacia el interior y el este, probablemente extinto. Algunos lingüistas consideran que el yucaguiro está emparentado con las lenguas urálicas.
3. El nivkh o gilyak se habla en la cuenca baja del Amur y en la mitad norte de la isla de Sajalín. Posee una literatura moderna reciente. Los nivkh han tenido una historia turbulenta durante el siglo XX.

A veces se añade a estas lenguas el ainu, a pesar de que, estrictamente hablando, no es una lengua de Siberia. Sobrevive a duras penas en el sur de Sajalin, donde antaño fue la lengua principal. También se habló en las islas Kuriles y en Hokkaidō donde se ha reavivado el interés por la lengua en los últimos años. Ha habido intentos de relacionarla con las superfamilia indopacífica y con el kalto. 
El ket o queto, última lengua viva de las lenguas yeniseianas y hablada en el curso medio del río Yenisei, se consideraba anteriormente como una lengua aislada, sin embargo, puede estar relacionada con las lenguas na-dené, habladas en América del Norte, en lo que constituiría la única filiación lingüística entre lenguas nativas del Viejo y Nuevo Mundo y juntas formarían la posible familia de las lenguas dené-yeniseicas. Esta idea se remonta al trabajo de Alfredo Trombetti, el primero en proponer, en 1923, una relación entre las lenguas na-dene y las lenguas del Yenisei. Michael Fortescue documentó las relaciones entre el idioma ket y las lenguas Na-dené. Merritt Ruhlen en 1998 también sostuvo argumentos en favor de la hipótesis dené-yeniseica. En marzo de 2008, el profesor Edward Vajda de la Western Washington University publicó un trabajo que resumía diez años de investigación basada en la morfología verbal y en la reconstrucción de varias protolenguas, donde se mostraba evidencia de que las lenguas na-dené están relacionadas con las lenguas yeniseicas de Siberia (Vajda 2008). Este trabajo ha sido favorablemente considerado por varios especialistas, pero también ha recibido críticas como la de Lyle Campbell, que considera insuficiente aun la evidencia presentada por Vajda.
Pero el conjunto de lenguas descrito en el presente artículo, las paleosiberianas, se resiste a una clasificación lingüística obvia, tanto con otras familias de lenguas como entre sí.